# Чичаватни
Чичаватни (англ. Chichawatni, урду چیچہ وطنی‎) — город в пакистанской провинции Пенджаб. Входит в состав округа Сахивал. Является административным центром одноимённого техсила.

## География
Город находится в восточной части Пенджаба, к югу от реки Рави, на расстоянии приблизительно 167 километров к юго-западу от Лахора, административного центра провинции.
Абсолютная высота — 158 метров над уровнем моря.

## Демография
По данным переписи 1998 года, население составляло 72 272 человек.
Динамика численности населения города по годам:
| 1972   | 1981   | 1998   |
| ------ | ------ | ------ |
| 34 064 | 50 241 | 72 272 |

## Транспорт
Сообщение Чичаватни с другими городами осуществляется посредством железнодорожного и автомобильного транспорта.